# X Football League 2020
La X Football League 2020 è stata la prima stagione della rinata X Football League (XFL), lega professionistica statunitense di football americano gestita da Vince McMahon e dalla Alpha Entertainment.
La stagione regolare è iniziata l'8 febbraio 2020 e avrebbe dovuto concludersi il 12 aprile seguente, ma è stata cancellata il 12 marzo a causa della pandemia di COVID-19 che ha colpito tutto il mondo.

## Squadre

### Western Division
| Squadra              | Città     | Stadio                     | Allenatore    |
| -------------------- | --------- | -------------------------- | ------------- |
| Dallas Renegades     | Arlington | Globe Life Park            | Robert Stoops |
| Houston Roughnecks   | Houston   | TDECU Stadium              | June Jones    |
| Los Angeles Wildcats | Carson    | Dignity Health Sports Park | Winston Moss  |
| Seattle Dragons      | Seattle   | CenturyLink Field          | Jim Zorn      |

### Eastern Division
| Squadra               | Città           | Stadio                       | Allenatore       |
| --------------------- | --------------- | ---------------------------- | ---------------- |
| DC Defenders          | Washington      | Audi Field                   | Alfonza Hamilton |
| New York Guardians    | East Rutherford | MetLife Stadium              | Kevin Gilbride   |
| St. Louis BattleHawks | Saint Louis     | The Dome at America's Center | Jonathan Hayes   |
| Tampa Bay Vipers      | Tampa           | Raymond James Stadium        | Marc Trestman    |

## Risultati e classifiche

### Stagione regolare
| 1ª giornata |                                           |         |
|             |                                           |         |
| 8 febbraio  | DC Defenders - Seattle Dragons            | 31 - 19 |
| 8 febbraio  | Houston Roughnecks - Los Angeles Wildcats | 37 - 17 |
| 9 febbraio  | New York Guardians - Tampa Bay Vipers     | 23 - 3  |
| 9 febbraio  | St. Louis BattleHawks - Dallas Renegades  | 15 - 9  |

| 2ª giornata |                                            |         |
|             |                                            |         |
| 15 febbraio | DC Defenders - New York Guardians          | 27 - 0  |
| 15 febbraio | Seattle Dragons - Tampa Bay Vipers         | 17 - 9  |
| 16 febbraio | Dallas Renegades - Los Angeles Wildcats    | 25 - 18 |
| 16 febbraio | Houston Roughnecks - St. Louis BattleHawks | 28 - 24 |

| 1ª giornata |                                           |         |
|             |                                           |         |
| 8 febbraio  | DC Defenders - Seattle Dragons            | 31 - 19 |
| 8 febbraio  | Houston Roughnecks - Los Angeles Wildcats | 37 - 17 |
| 9 febbraio  | New York Guardians - Tampa Bay Vipers     | 23 - 3  |
| 9 febbraio  | St. Louis BattleHawks - Dallas Renegades  | 15 - 9  |

| 2ª giornata |                                            |         |
|             |                                            |         |
| 15 febbraio | DC Defenders - New York Guardians          | 27 - 0  |
| 15 febbraio | Seattle Dragons - Tampa Bay Vipers         | 17 - 9  |
| 16 febbraio | Dallas Renegades - Los Angeles Wildcats    | 25 - 18 |
| 16 febbraio | Houston Roughnecks - St. Louis BattleHawks | 28 - 24 |

| 3ª giornata |                                            |         |
|             |                                            |         |
| 22 febbraio | Houston Roughnecks - Tampa Bay Vipers      | 34 - 27 |
| 22 febbraio | Dallas Renegades - Seattle Dragons         | 24 - 12 |
| 23 febbraio | St. Louis BattleHawks - New York Guardians | 29 - 9  |
| 23 febbraio | Los Angeles Wildcats - DC Defenders        | 39 - 9  |

| 4ª giornata |                                           |         |
|             |                                           |         |
| 29 febbraio | New York Guardians - Los Angeles Wildcats | 17 - 14 |
| 29 febbraio | St. Louis BattleHawks - Seattle Dragons   | 23 - 16 |
| 1º marzo    | Houston Roughnecks - Dallas Renegades     | 27 - 20 |
| 1º marzo    | Tampa Bay Vipers - DC Defenders           | 25 - 0  |

| 3ª giornata |                                            |         |
|             |                                            |         |
| 22 febbraio | Houston Roughnecks - Tampa Bay Vipers      | 34 - 27 |
| 22 febbraio | Dallas Renegades - Seattle Dragons         | 24 - 12 |
| 23 febbraio | St. Louis BattleHawks - New York Guardians | 29 - 9  |
| 23 febbraio | Los Angeles Wildcats - DC Defenders        | 39 - 9  |

| 4ª giornata |                                           |         |
|             |                                           |         |
| 29 febbraio | New York Guardians - Los Angeles Wildcats | 17 - 14 |
| 29 febbraio | St. Louis BattleHawks - Seattle Dragons   | 23 - 16 |
| 1º marzo    | Houston Roughnecks - Dallas Renegades     | 27 - 20 |
| 1º marzo    | Tampa Bay Vipers - DC Defenders           | 25 - 0  |

| #  | Squadra              | G | V | S | %    |
| -- | -------------------- | - | - | - | ---- |
| 1. | Houston Roughnecks   | 5 | 5 | 0 | 100% |
| 2. | Dallas Renegades     | 5 | 2 | 3 | 40%  |
| 3. | Los Angeles Wildcats | 5 | 2 | 3 | 40%  |
| 4. | Seattle Dragons      | 5 | 1 | 4 | 20%  |

| #  | Squadra               | G | V | S | %   |
| -- | --------------------- | - | - | - | --- |
| 1. | DC Defenders          | 5 | 3 | 2 | 60% |
| 2. | St. Louis BattleHawks | 5 | 3 | 2 | 60% |
| 3. | New York Guardians    | 5 | 3 | 2 | 60% |
| 4. | Tampa Bay Vipers      | 5 | 1 | 4 | 20% |

## Leader della lega
| Categoria          | Giocatore        | Squadra | Stat.   |
| Attacco            | Attacco          | Attacco | Attacco |
| ------------------ | ---------------- | ------- | ------- |
| Yard passate       | P.J. Walker      | HOU     | 1,338   |
| Yard corse         | De'Veon Smith    | TB      | 365     |
| Yard ricevute      | Cam Phillips     | HOU     | 455     |
| Touchdown          | Cam Phillips     | HOU     | 9       |
| Difesa             |                  |         |         |
| Tackle             | Steven Johnson   | SEA     | 48      |
| Sack               | Cavon Walker     | NY      | 4.5     |
| Intercetti         | Deatrick Nichols | HOU     | 3       |
| Special Team       |                  |         |         |
| Yard su ritorno    | John Santiago    | SEA     | 440     |
| Field Goal segnati | Austin MacGinnis | DAL     | 10      |
| Media punt         | Marquette King   | STL     | 45.7    |